# 3,3-dicloropentano
El 3,3-dicloropentano es un compuesto orgánico de fórmula molecular C5H10Cl2. Es un haloalcano lineal de cinco carbonos en donde dos átomos de cloro están unidos al carbono central de la cadena carbonada.

## Propiedades físicas y químicas
A temperatura ambiente, el 3,3-dicloropentano es un líquido cuyo punto de ebullición es 131 °C y su punto de fusión es -75 °C.
Posee una densidad mayor que la del agua (ρ = 1,049 g/cm³) y en estado gaseoso es 4,88 veces más denso que el aire.
El valor estimado del logaritmo de su coeficiente de reparto, logP = 2,95, revela que es más soluble en disolventes apolares —como el 1-octanol— que en disolventes polares.
Su solubilidad en agua es de aproximadamente 39 mg/L.

## Síntesis
El 3,3-dicloropentano puede sintetizarse haciendo reaccionar 3-pentanona y pentacloruro de fósforo, obteniéndose, además de este cloroalcano, 3-cloro-2-penteno.
Los reactivos se agitan durante una noche y la solución se calienta a reflujo durante una hora; posteriormente la mezcla de reacción se somete a destilación al vapor seguido de destilación fraccionada con el fin de aislar el 3,3-dicloropentano.

## Usos
El 3,3-dicloropentano puede emplearse en la producción de polímeros de acetal- y/o cetal-arileno bromo-sustituidos, útiles para proporcionar resistencia al fuego a composiciones con polímeros inflamables. También para elaborar compuestos de nitrilo empleados en el control de plagas.